# Rica Reinisch
Rica Reinisch (Seifhennersdorf, 6 de abril de 1965) é uma nadadora alemã, ganhadora de três medalhas de ouro em Jogos Olímpicos.
Foi recordista mundial dos 100 metros costas entre 1980 e 1984, e dos 200 metros costas entre 1980 e 1982

## Doping
Reinisch, como muitos dos atletas da Alemanha Oriental da época, foi dopada por seus treinadores sob instrução do Stasi. Os nadadores foram dopadas com Oral-Turinabol, um esteróide anabolizante derivado da testosterona. Depois de sofrer graves dores de período e ovários aumentados, sua mãe a obrigou a se aposentar com a idade de dezesseis anos, logo após os Jogos Olímpicos de Moscou de 1980.
Após a queda do Muro de Berlim e a reintegração da Alemanha Oriental, os registros confirmaram o escândalo de doping. A esta altura, Reinisch tinha casado e já tinha sofrido dois abortos. Como a maioria dos atletas da Alemanha Oriental, Reinisch foi compensada em um processo judicial que se seguiu sobre o assunto. Reinisch agora tem dois filhos, e mais tarde foi citado como tendo dito: "O pior é que eles tiraram de mim a possibilidade de nunca saber se eu poderia ter ganho as medalhas de ouro sem esteróides. Essa é a maior traição de todas"..